# Кејсвил (Мичиген)
Кејсвил (енгл. Caseville) град је у америчкој савезној држави Мичиген.

## Демографија
По попису из 2010. године број становника је 777, што је 111 (-12,5%) становника мање него 2000. године.
| Група             | 2000.       | 2010.       |
| Белци             | 856 (96,4%) | 754 (97,0%) |
| Афроамериканци    | 2 (0,2%)    | 3 (0,4%)    |
| Азијати           | 3 (0,3%)    | 1 (0,1%)    |
| Хиспаноамериканци | 12 (1,4%)   | 7 (0,9%)    |
| Укупно            | 888         | 777         |